# Monopsychisme
Monopsychisme is het geloof dat alle mensen een en dezelfde eeuwige ziel, geest of intellect delen. Het is een terugkerend thema in vele  mystieke tradities.
Monopsychisme is een doctrine van het Boeddhisme, het Sabianisme, de Joodse Kabbala en het Averroïsme en maakt ook deel uit van het het geloof van de Rastafari beweging.

## Vergelijk
- Panpsychisme
- Pantheïsme